# David First

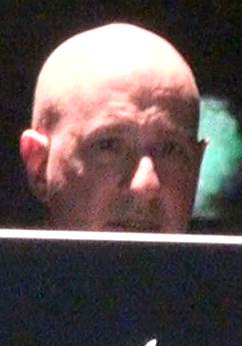
David First, 2011

David First (* 20. August 1953 in Philadelphia) ist ein US-amerikanischer Komponist.
First besuchte von 1971 bis 1973 das Combs Conservatory of Music und studierte 1975–76 elektronische Musik an der Princeton University. Daneben nahm er von 1972 bis 1974 privaten Unterricht bei dem Jazzkomponisten Dennis Sandole.
Als Gitarrist trat er mit dem Jazzpianisten Cecil Taylor und der Rockband Television auf. Ende der 1970er Jahre gründete er die Rockband The Notekillers (mit Barry Halkin), mit der er das Album The Zipper aufnahm. Später wandte er sich der Komposition experimenteller elektroakustischer Musik zu, wobei er an den Minimalismus anknüpfte. 1991 nahm er mit Joseph Celli und dem World Casio Quartet das Album Resolver mit eigenen Kompositionen auf.
Für seine Oper The Manhattan Book of the Dead wurde er 1995 mit dem Preis des National Endowment for the Arts ausgezeichnet. 2001 erhielt er den Grant to Artists der von John Cage und Jasper Johns gegründeten Foundation of Contemporary Arts. Für die Schauspielmusik zu dem Stück The Rise and Fall of Timur the Lame von Theodora Skipitares erhielt er 2002 den Musikpreis des Mary Flagler Cary Trust.

## Werke
- Resolver, XD mit elektronischen und akustischen Kompositionen Firsts, 1991
- Jade Screen Test Dreams of Renting Wings für großes gemischtes Ensemble, 1993
- The Manhattan Book of the Dead, Oper, 1995
- The Good Book's (Accurate) Jail of Escape Dust Co-ordinates pt. 2 für großes gemischtes Ensemble und Computer, CD mit Firsts Gruppe Joy Buzzers, 1996
- The Re-enchantment of the Earth, computergestützte Klanginstallation, 1996
- A Bet on Transcendence Favors the House, 1998
- Jump Back - an Ode to the People of New York, a song written in the wake of 9/11, 2001
- Universary, CD, 2002
- Operation:Kracpot Audio-Video-Performance mit den Notekillers